# .ppsx
.ppsx is het in 2007 ingevoerde bestandsformaat voor documenten van Microsoft Office PowerPoint 2007. Volgens Microsoft zou het bestandsformaat "open" (beschikbaar voor iedereen) zijn, maar dat was in 2008 nog niet bevestigd.
Het bestandstype maakt gebruik van de nieuwe xml-indeling gecombineerd met een nieuwe zip-compressietechniek; waardoor het vermindert in grootte (tot 75% aldus microsoft.com), het nadeel hiervan is dat het niet werkt met oudere versies van Office of met gratis varianten, zoals OpenOffice.org, zonder daarvoor speciale software te installeren. Microsoft heeft onlangs een programma gelanceerd, waarmee men het nieuwe bestandsformaat kan openen, opslaan en bewerken in oudere versies van PowerPoint.